# Neszpamedu
Neszpamedu (ns-p3-mdw) ókori egyiptomi vezír volt a XXV.-XXVI. dinasztia idején (hivatalban kb. i. e. 670–660 között).
Befolyásos családból származott: apja, Neszpakasuti és fia, szintén Neszpakasuti is vezírek voltak. Anyja neve Tahaenbasztet volt. Családja Abüdoszból származott, ahol Neszpamedué a helyi nekropolisz egyik legjelentősebb magánsírja, a D 57. Neszpamedu és családja egy egész sor szobrot állíttatott a karnaki Ámon-templomban.
Neszpamedu asszír forrásokból is ismert. Abban az időben töltötte be hivatalát, amikor Assur-bán-apli rövid időre meghódította Egyiptomot; az ún. Rasszam-cilinder, amely beszámol Egyiptom elfoglalásáról, felsorolja a különböző helyi uralkodókat, köztük szerepel egy bizonyos „Iš-pi-ma-a-tu“, aki egy „Ta-a-a-ni“ nevű városban „šarru“, azaz király. „Iš-pi-ma-a-tu“ majdnem teljesen biztosan Neszpameduval azonos, „Ta-a-a-ni“ pedig nagy valószínűséggel az Abüdosz mellett fekvő Thinisz. Úgy tűnik, Neszpamedu annyira befolyásos és jelentős személyiség volt, hogy az asszír források királyként említik, annak ellenére, hogy az egyiptomi forrásokban nem visel uralkodói címet.

## Fordítás
- Ez a szócikk részben vagy egészben  a   Nespamedu című német Wikipédia-szócikk ezen változatának fordításán alapul.  Az eredeti cikk szerkesztőit annak laptörténete sorolja fel. Ez a jelzés csupán a megfogalmazás eredetét és a szerzői jogokat jelzi, nem szolgál a cikkben szereplő információk forrásmegjelöléseként.